# Norges Bordtennisforbund
Der Norges Bordtennisforbund (NBTF) ist der nationale Dachverband für Tischtennis in Norwegen. Sitz des Verbandes ist Oslo.

## Geschichte
Der Tischtennisverband Norwegens wurde im Jahr 1930 gegründet. Nach dem Zweiten Weltkrieg wurde der Verband am 23. März 1946 neu gegründet. Er wurde im Jahr 1947 als Mitglied in der International Table Tennis Federation (ITTF) aufgenommen. Damals gehörten ihm 19 Vereine und etwa 510 Aktive an. Präsident war Finn L. B. Larsen.

## Organisation

### Vorstand
- Präsident: Øivind Eriksen
- Generalsekretär: Svenn-Erik Nordby

### Präsidenten nach dem Zweiten Weltkrieg
- 1946–1949 Finn L. B. Larsen
- 1949–1953 Arne Noer
- 1953–1955 Andreas M. Iversen
- 1955–1959 Asbjørn Alvær
- 1959–1962 Walter Kaufmann
- 1962–1965 Torleif Moklev
- 1965–1967 Tore Sørensen
- 1967–1975 Johann Justad
- 1975–1977 Jordi Tell
- 1977–1983 Kjell Svanevik
- 1983–1989 Odd Gustravsen
- 1989–1995 Sigbjørn Skaar
- 1995–2015 Øivind Eriksen
- 2015–2019 Erik Lindholm
- 2019–2020 Christian Ibenfeldt
- seit 2020 Bengt Paulsen